# Солдат майбутнього

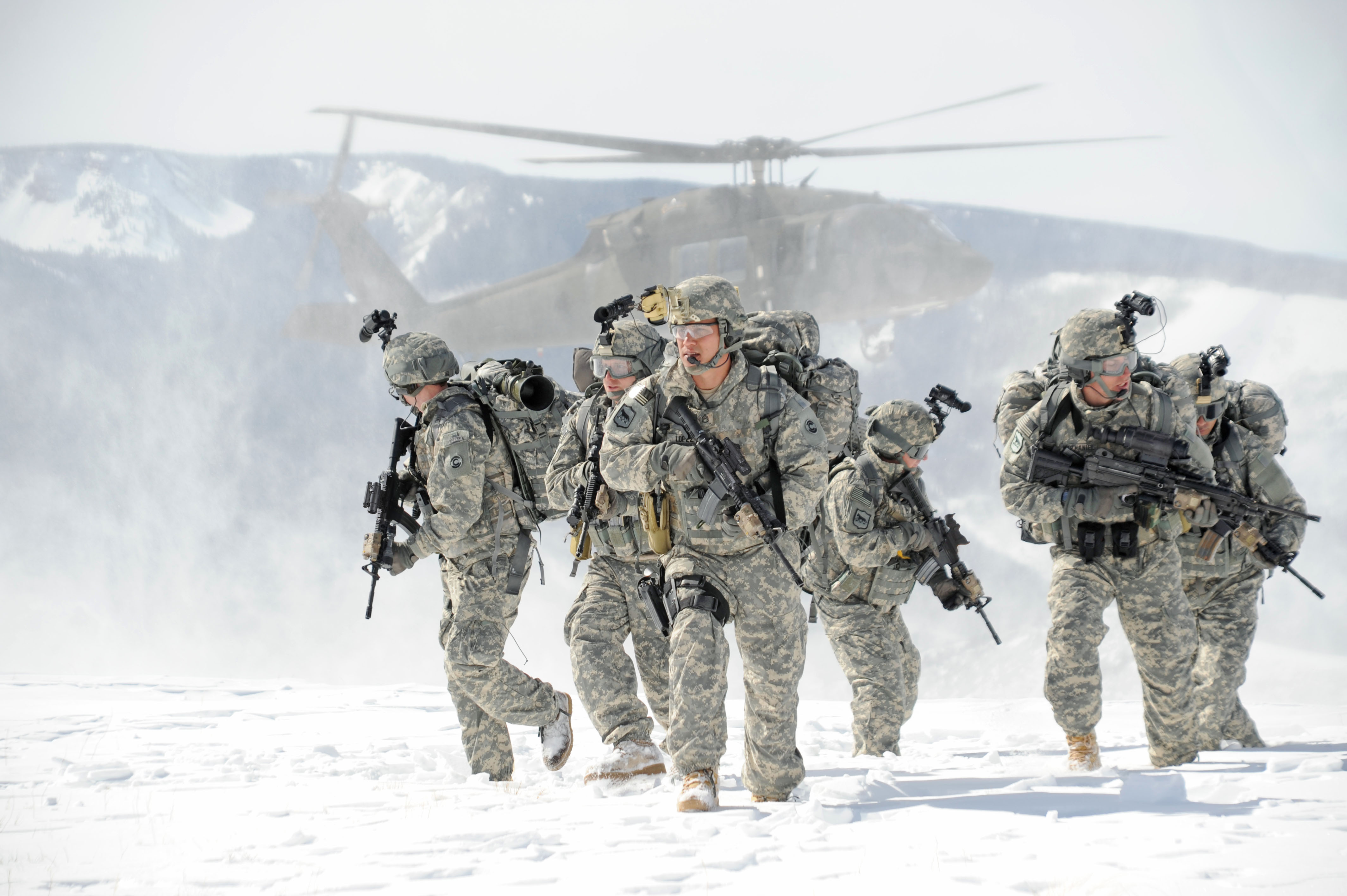

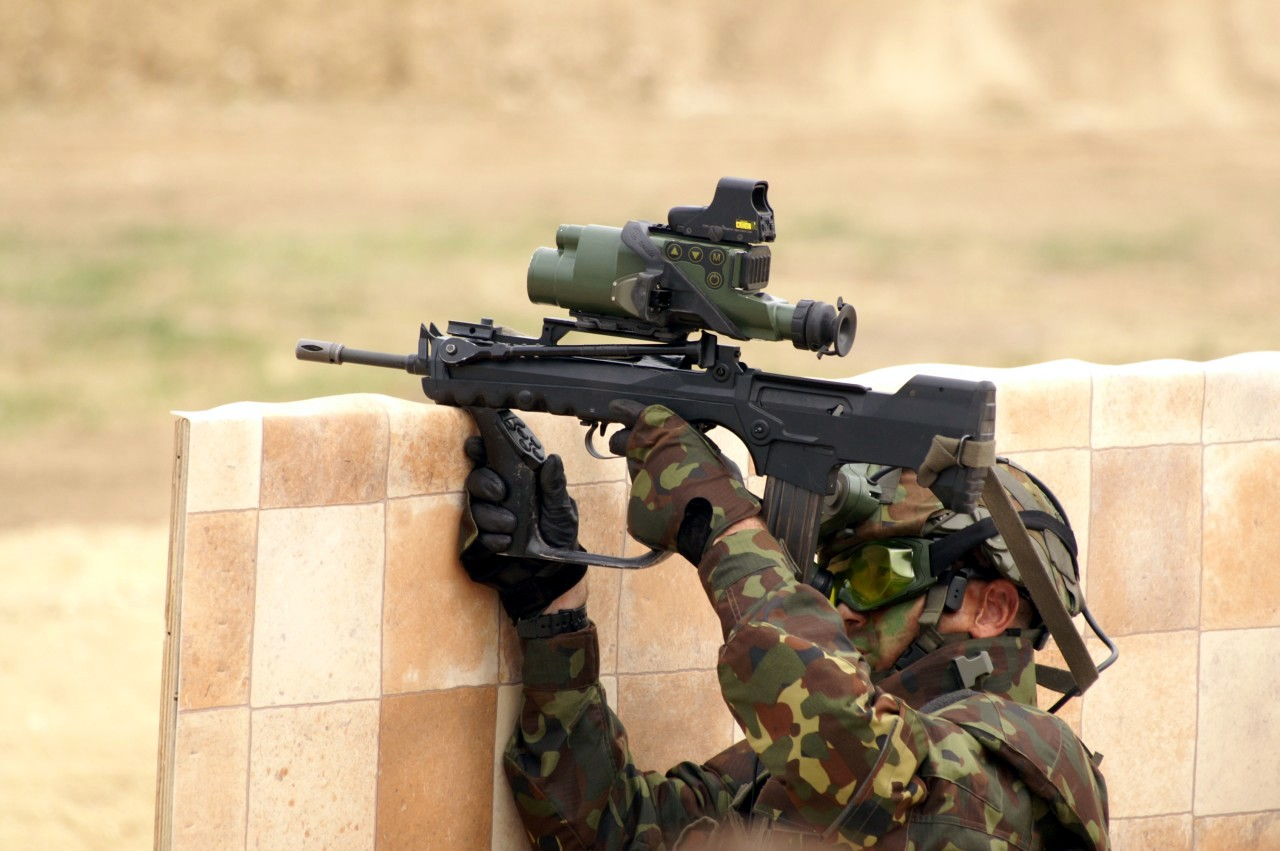
Французький комплект FELIN завдяки розташованої на гвинтівці відеокамері передає зображення на нашоломний дисплей, тим самим дозволяючи вести вогонь з укриття

Солдат майбутнього (англ. Future Soldier) — концепція і проєкти зі збільшення продуктивності та ефективності окремо взятого військовослужбовця, який бере участь у бойових діях в пішому порядку, на основі технологічних досягнень XXI століття. Це в першу чергу однойменна концепція США і їх союзників. Майже всі проєкти включають в себе інтеграцію солдатів у цифрову систему керування боєм.
У XXI ст. як мінімум чотири десятки країн реалізують національні програми по створенню свого «солдата майбутнього». Так, системи індивідуальних бойових комплектів розробляються в США (Land Warrior і Mounted Warrior), в Німеччині (IdZ), Великій Британії (FIST), Іспанії (COMFUT), Швеції (IMESS), Франції (FELIN) Росії («Ратник»), Китаї, Індії, Південній Кореї, Японії, Норвегії, Румунії, Польщі («Титан»), Чехії та інших країнах. Практично скрізь екіпірування солдата — це комплексне рішення з 5-10 підсистем, включаючи засоби захисту, ведення вогню, зв'язку, управління, а також життє- і енергозабезпечення та інші. Боєць, одягнений в бойову екіпіровку, стає одиницею єдиної мережі управління, здатної вести двосторонній обмін даними з командуванням.

## Екіпірування
У радянські часи був дуже популярним костюм «Гірський» (або просто костюм «Гірка»), під яким зазвичай мається на увазі узагальнена назва комплектів (куртка і штани), виготовлених з брезенту. На сьогоднішній день, радянська «Гірка» вже морально застаріла. «Гірка 21 століття» — легка літня куртка з високоякісного матеріалу, яку можна використовувати влітку, ранньої осені і пізньої весни, і яка в умовах пустелі або жаркого тропічного клімату наближається до максимально провітрюваної легкої сорочки.
Висока зносостійкість «Mount Trac MK-2» — «Гірки 21 століття» була досягнута використанням новітнього матеріалу, склад якого (65 % бавовна, 35 % поліестер), з успіхом пройшов лабораторні та польові випробування. У його виробництві використовується інноваційний підхід до структури в'язки волокон і армування тканини. Високоякісна фурнітура також відповідає високим вимогам, що пред'являються до одягу військової специфікації. Виняткова ступінь зручності і унікальна багатофункціональність «Гірки MK-2» були відзначені операторами провідних спецпідрозділів України, внаслідок деяких оригінальних особливостей «Mount Trac MK-2».

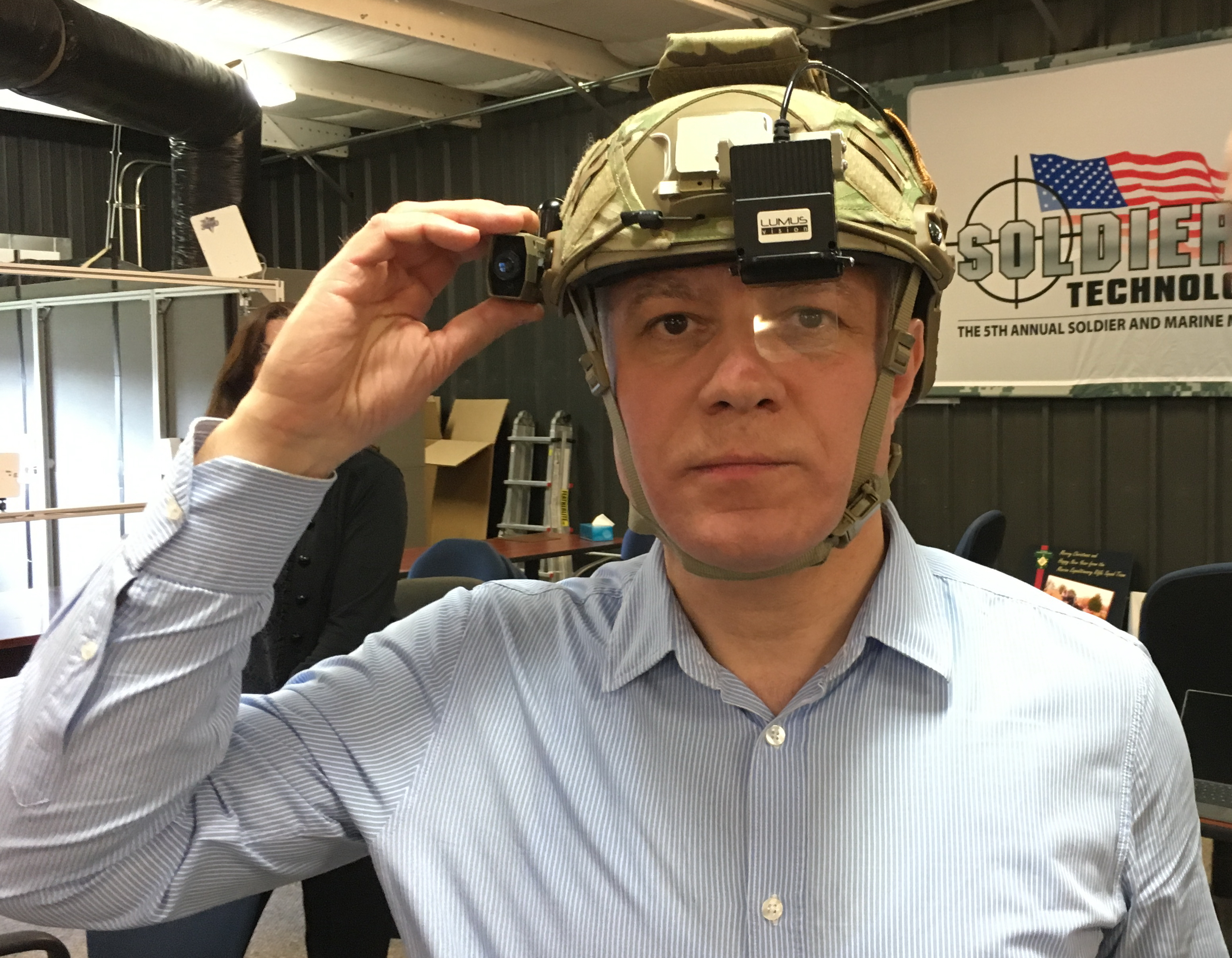
Система доповненої реальності солдата ARC4(США)

З часом комплект доповнять бойовим шоломом з вбудованими приладом нічного бачення, мікровідеокамерою, а також надійними засобами індивідуального захисту — легким протиосколковим бронежилетом. У рядового бійця буде GPS-приймач, щоб командир бачив і орієнтувався, де цей солдат знаходиться. Передбачені також мікрокомп'ютер з дисплеєм, куди надходитиме інформація від командира, портативна радіостанція для цілевказівок, датчики, що вимірюють температуру тіла бійця, тиск, пульс і дозволяють стежити за його станом.
Перспективним комплектам екіпірування будуть притаманні високотехнологічні компоненти — лазерний дальномір/далекомір, шоломний дисплей (зокрема, з системою доповненної реальності, наприклад, ARC4 (США)), персональний хаб, електронні 3D-карти, комбіновані системи позиціювання, екзоскелет. Передбачається, що у майбутньому відділення солдат будуть оснащуватися розвідувальними безекіпажними системами, керувати якими зможе як командир відділення, так і звичайний солдат.